# Grande Loge de Russie
Pour les articles homonymes, voir GLR.
La Grande Loge de Russie (GLR) est une obédience maçonnique  qui étend sa juridiction sur le territoire de la fédération de Russie. Elle a été fondée le 24 juin 1995 par la Grande Loge nationale française, réunissant d'abord quatre loges russes travaillant à l'époque sous la juridiction de la GLNF, fondées entre 1992 et 1994. Elle  est reconnue par la Grande Loge unie d'Angleterre et se classe dans les obédience dites : « régulière ». Elle est reconnue en cette qualité par plus de cent grandes loges à travers le monde.

## Franc-maçonnerie en Russie
Lord Lovell, le grand maître de l'époque à la Grande Loge de Londres, nomme d'un certain John Philips comme grand maître provincial pour la Russie. Il ne s'agit ici en aucun cas de la création des loges russes, tout au plus on pourrait supposer l'existence des groupements ou des loges de voyage réunissant des ressortissants anglais.
Vers la fin XVIIIe siècle, le système suédois est devenu dominant. Les hauts grades ont commencé à être créés. En même temps, le centre de la vie maçonnique du pays se déplace de Saint-Pétersbourg vers Moscou. On peut noter comme personnalités les plus marquantes de la franc-maçonnerie russe de l'époque Nicolas Novikov et Ivan Schwartz (ru), le premier s'occupant surtout des hauts grades templiers, le second étant dirigeant les chapitres des Rose-Croix issus du système de Berlin.
De nombreuses personnalités russes de l'époque ont fait partie des loges, on peut noter entre autres le prince Koutouzov, le Tsar Paul 1er, mais aussi Pouchkine et Griboedov. Le travail des loges russes continuait jusqu'en 1822, l'année où tout travail maçonnique était interdit dans le pays.
Le coup d'état bolchévik en octobre 1917 et la guerre civile qui l'a suivi ont rapidement mis fin à l'existence des groupes de pensée indépendants, dont la franc-maçonnerie. Quelques loges ont subsisté en émigration, surtout en France. La renaissance de la franc-maçonnerie en Russie a naturellement commencé à partir des loges parisiennes, dont Astrée № 100, faisant partie de la GLNF, fondée à Paris en 1965.

## Histoire de la Grande Loge
La création des premières loges de la nouvelle Russie, à partir de 1992 a rapidement été suivie par la consécration, en 1995, de la Grande Loge de Russie fondée par la Grande Loge nationale française, juridiction maçonnique indépendante et régulière, reconnue par la Grande Loge unie d'Angleterre et depuis par la majorité des grandes loges « régulière » du monde.
Comme tout jeune système, la franc-maçonnerie russe a connu quelques difficultés de croissance. Quelques scissions ont eu lieu, dont la plus importante date de 2008, elle a donné naissance à une obédience, dite la Grande Loge unie de Russie, reconnu par la Grande Loge de France.
Après une courte période d'instabilité qui a suivi, la Grande Loge de Russie a repris son fonctionnement normal. Elle compte quelques centaines de membres actifs et continue à se développer,.

## Dirigeants
Son actuel grand maître, élu en 2007, est Andreï Bogdanov (2007-...).

## Rites pratiqués

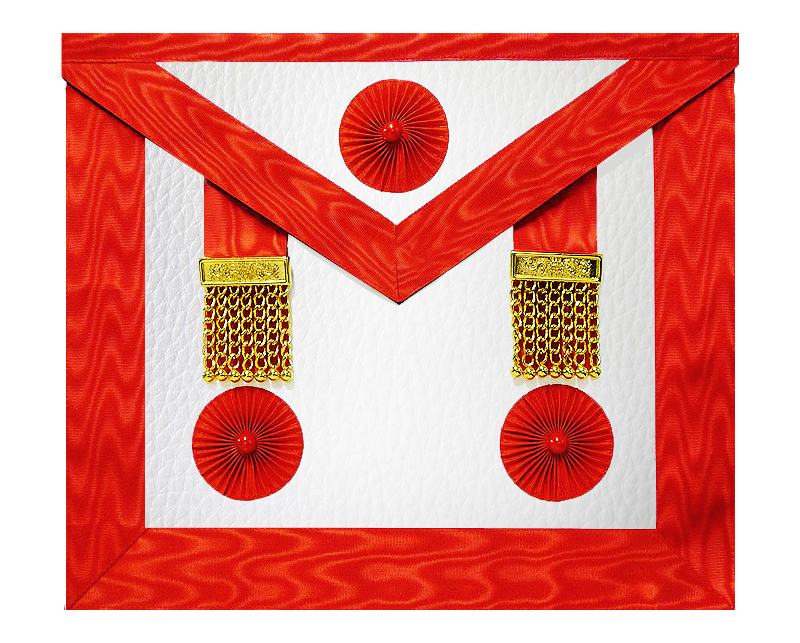
Tablier de Maître au Rite écossais ancien et accepté

Les francs-maçons de la Grande Loge de Russie pratiquent les trois grades de la franc-maçonnerie symbolique d'après les rites suivants :
- Rite écossais ancien et accepté ;
- Rite émulation ;
- Rite ancien et primitif de Memphis Misraim ;
- Rite français[7].